# Jorge Navarrete (humorista)
Jorge Omar Navarrete Maldonado, también conocido por su nombre artístico Jorge «Chino» Navarrete (Los Andes, 12 de marzo de 1950- Santiago, 19 de julio de 2022), fue un humorista, psicólogo y presentador de televisión chileno.

## Vida personal
Se casó con Marta Riderelli, con quien tuvo dos hijos: Almendra y Rocío. Era primo de la actriz y cantante Patricia Maldonado Aravena.

## Carrera
Fue integrante de las Juventudes Radicales Revolucionarias (JRR). Mientras estudiaba filosofía en la sede porteña de la Universidad de Chile, Navarrete estuvo detenido en Pisagua durante la dictadura militar. Fue incluido en el informe Valech como víctima de violaciones de los derechos humanos.
Debutó en el mundo de la comedia el 10 de diciembre de 1985 en el Festival de la Una. En el verano de 1986, participó de varios estelares de la televisión chilena, lo que lo transformó rápidamente en un rostro habitual de la televisión. Se presentó en el Festival del Huaso de Olmué y en el Festival Internacional de la Canción de Viña del Mar.
En 1991 fue conductor junto a Paulina Nin de Cardona del programa De buen humor emitido al mediodía por TVN.
En 1996 fue coanimador de Sal y pimienta de Mega.
El 27 de enero de 2011, se tituló de psicólogo por la Universidad de Artes, Ciencias y Comunicación (UNIACC).

## Salud
En 2009 le fue diagnosticado cáncer de próstata. En enero de 2016, su médico le dijo que la enfermedad se había extendido al hueso sacro, a la pelvis, las costillas, la columna y al cráneo, por lo que su condición era terminal. No obstante, en 2017 Navarrete explicó que la enfermedad había entrado en fase de remisión, y atribuyó ese hecho a que había comenzado a percibir su enfermedad de una manera distinta.

¿Qué hago yo? Le pongo armonía. ¿Y cómo le pongo armonía? Amando lo que hago. Y empiezo a desactivarlo, que es lo que hice yo cuando estuve de prisionero.

Tras alejarse de la televisión, se dedicó a las charlas motivacionales y de resiliencia.
Falleció el 19 de julio de 2022 producto de una falla orgánica multisistémica tras una cirugía de cadera realizada en el Hospital del Salvador de Santiago. Había sufrido una caída en su residencia, la que se complicó debido al deterioro provocado por el cáncer en sus huesos.